# Карл Опперман
Карл Людвіг Вільгельм Опперман (нім. Karl Ludwig Wilhelm Oppermann, рос. Карл Иванович Опперман; 1765, Дармштадт, Гессен-Дармштадтське ландграфство — 2 липня 1831, Виборг) — німецький інженер, картограф та фортифікатор, на військовій службі у Російській імперії, офіцер-учасник наполеонівських війн, граф (з 1829). Член Державної Ради, директор Інженерного да Будівельного Департаментів, завідувач Інженерного та Артилерійського училищ та школи гвардійських прапорщиків та кавалерійських юнкерів, почесний член Імператорської Академії Наук.

## Початок служби
З дворянського роду Гессен-Дармштадт, народився в Дармштадті, син таємного радника при гессенському дворі. Мати була двоюрідною сестрою Андрія Львовича фон Ніколаі. Отримав інженерну та математичну освіту. Володів німецькою, французькою, латинською та грецькою мовами. У 1779 вступив до Гессенської армії та в 1783 отримав чин інженер-капітана. Того ж року він вирушив до свого дядька Андрія Львовича фон Ніколаі до Петербурга, і 12 жовтня 1783 р. був прийнятий Катериною II на російську службу в чині поручика Інженерного корпусу. Він охоче вивчив російську мову, яку потім досконало опанував. Учасник російсько-шведської війни 1789-90. Брав участь майже у всіх морських битвах. Сприяв розгрому шведського флоту в битві під Роченсальмом в 1789 р., побудувавши за кілька годин укріплення берегових батарей. За відзнаки в бою біля Бьоркезунда нагороджений орденом Св. Георгія 4-го ступеня і чином капітана. Учасник придушення Польського повстання Тадеуша Костюшка 1794 року.
У 1793 році, після другого поділу Польщі, до Російської імперії відійшли частина Білорусі, Київське, Брацлавське і Подільське воєводства та половина Волинського воєводства — разом 250 тис. км² і понад 3 млн жителів. Враховуючи значну видовженість, якої набув західний кордон Росіі, а також сусідство з Австрією і Прусією, імперія постала перед необхідністю створення нової концепції державної оборони, над чим вищі ешелони військового та військово-інженерного корпусу почали працювати з кінця XVIII ст. Військовий архів інженерного відомства зберіг матеріали, що зображають рекогносцировку західної прикордонної лінії у 1794—1797 рр. яка була доручена інженер-капітану Карлу Опперману, інженер-генерал-майору де Вітте [1795], інженер-генерал-майору Сухтелену та інженер-генерал-майору Деволану [1797]. В результаті розвідки та аналізу цими людьми були розроблені плани фортифікації, про що також збереглися архівні документи. За пропозицією 1795 року інженер-капітана Оппермана в ролі фортець були обрані Дінабург, Постави, Несвіж, Мінськ, Остріг, Кам'янець-Подільський. З них дві — Мінська та Кам'янець-Подільська фортеці повинні були належати до розряду великих.
У 1797 призначений до Депо карт. У 1797 р. зарахований до Інженерної експедиції Військової колегії та 6 березня 1798 отримав чин полковника, в травні 1799 вийшов у відставку через зіткнення з А. А. Аракчеєвим. Незабаром Павло I повернув його на службу і 3 жовтня 1799 він отримав чин генерал-майора. 5 жовтня 1800 повернений на службу і призначений до Департаменту водяних комунікацій. 15 квітня 1801 призначений у Власний Його Величності Департамент і зарахований до почту імператора. У березні 1803 відряджений до Фінляндії для поліпшення обороноздатності прикордонних фортець. Бувши Керуючим Депо карт (з 1812 року — Військового топографічного депо) керував роботами зі складання «столистної карти» Російської імперії.

## Наполеонівські війни
6 січня 1805 відряджений до Італії з секретним завданням оглянути французькі укріплення. Офіційно виправляв посаду генерал-квартирмейстера російських, англійських і неаполітанських військ, що діяли в Італії проти французів. У 1806—1807 рр.. брав участь у війні з французами в Польщі та Східній Пруссії, у складі корпусу генерала Ессена брав участь у битвах при Острові і Остроленці. У 1806 році перебував на острові Корфу під час дій російського флоту під командуванням віце-адмірала Д. Н. Сенявіна в Адріатичному морі, а потім у листопаді через Константинополь повернувся до Росії. У 1807, внаслідок розриву з Англією, йому доручено було привести в оборонний стан Кронштадт. Під час російсько-шведської війни 1808-09 керував оновленням укріплень Виборга, Нейшлота і Тавастгуста; з 1809 інспектор Інженерного департаменту Військового міністерства. У 1810 створив Інженерне училище на базі створеної в 1804 в Петербурзі школи інженерних кондукторів, яке в 1819 перетворено в Головне інженерне училище, нині Військовий інженерно-технічний університет.
Напередодні франко-російської війни 1812 року займався озброєнням фортець від Риги до Києва. Керував будівництвом Бобруйської (1810) і Дінабурзької фортець. Фортеця в Бобруйську витримала облогу корпусу Домбровського до кінця військових дій. Маючи на увазі стратегічне значення Києва він, як директор інженерного департаменту, у 1810 р. опрацював проєкт створення у Києві великого табору для запасних армій зі спорудженням з заходу та півдня нових земляних укріплень і посиленням Старокиївської та Печерської фортець. Зведено земляне Звіринецьке укріплення (1810–12), що поєднується з Печерською цитаделлю, та чотири редути, що контролювали шлях до переправи через Дніпро наплавним (наводним) мостом. 30 серпня 1811 підвищений до інженер-генерал-лейтенанта. З 28 лютого 1812 директор Інженерного департаменту. У березні 1812 р. був призначений начальником інженерної служби 1-й Західної армії. У жовтні 1812 призначений до Головної квартири російської армії, фактично контролював інженерні війська (і їх постачання) армії. Брав участь у боях при Бородіно, Малоярославці, Красному.
З березня 1813 керував інженерними роботами при облозі фортеці Торн, після її капітуляції нагороджений орденом Св. Георгія 3-го ступеня. Після цього був начальником штабу Польської армії Беннігсена. Брав участь у блокаді Модлина. З липня 1813 начальник Головного штабу польової армії. Взяв участь у битвах при Дрездені, Пірна, в битві під Лейпцигом, в облозі Магдебурга та Гамбурга.

## Київська фортеця
Перемога над наполеонівською Францією і приєднання до Російської імперії Поділля, Волині й частини Польщі знизили стратегічне значення Києва, віддаленого від державних кордонів. Тому військові фахівці рекомендували вилучити Печерські укріплення зі списку фортець. Так, у доповідному листі 1816 р. Карл Іванович Опперман зазначав, що Київ не тільки не становить міцної фортеці, а за своїм невдалим розташуванням зовсім непридатний до приведення його укріплень у належний стан. Саме тому подальші витрати на цю фортецю він вважав зайвими. З поглядами фахівців не погодився майбутній цар Микола І, який 1818 р. зайняв посаду генерал-інспектора з інженерних питань та доручив кільком військовим інженерам скласти пропозиції щодо підсилення київських укріплень. До проєктування було залучено колишнього вчителя з фортифікації Миколи І генерал-майора Жіанотті та генерал-майора Ферстера. За часів Олександра І проєкт залишилися на папері як такі, що потребували великих коштів та робочої сили. Зокрема, Жіанотті пропонував повну перебудову Печерської фортеці та будівництво на її місці величезних мурованих двоповерхових казарм, що на думку експерта проєкту полковника Розенмарка могло призвести до втрати «пам'ятника Петра Великого» та знищення багатьох казенних будівель, Микільського монастиря, двох церков і орієнтовно 1157 будинків міщан.
Повстання декабристів під час присяги Миколі І (14 грудня 1825 р.) у Петербурзі та Чернігівського полку в Україні, посилення селянського та польського визвольного рухів на Правобережжі переконали царя в необхідності створення опорного військового осередку в Південно-Західному краї. Для цього було обрано Київ.
Розроблений Карлом Івановичем Опперманом проєкт Головної Київської фортеці було «височайше» затверджено 25 березня 1830 р. Під час будівництва, що здійснювалося протягом чверті століття Київською інженерною командою під постійним наглядом царя, проєкт змінювався й уточнювався. До проєктування окремих споруд залучалися різні петербурзькі архітектори. Фортеця призначалася для розквартирування Першої армії, що 1831 р. була переведена з Могильова до Києва.
До її складу увійшла перетворена на цитадель Стара Києво-Печерська фортеця, і тепер її фронт з боку Дніпра було замкнено оборонною стіною навколо Нижньої лаври. Особливістю чи не найбільшого на той час військово-оборонного комплексу царської Росії було сполучення земляних фортифікаційних споруд (т. зв. верків) — цитаделі, Васильківського і Госпітального укріплень — із цегляними оборонними казармами й вежами, розміщеними вздовж краю Печерської височини, що забезпечували захист гарнізону згідно з провідними ідеями російської фортифікаційної школи 1-ї пол. 19 ст.

## Післявоєнна служба
Після закінчення війни займався облаштуванням Інженерного департаменту, формуванням саперних і піонерних військ і управляв будівельною частиною по всіх фортецях Росії. З 1818 Карл Опперман став діяльним помічником великого князя Миколи Павловича з управління інженерною частиною. З 20 січня 1818 генерал-інспектор з інженерної частини, брав значну участь у заснуванні головного інженерного училища. При Миколі I був членом комітету для організації будівельної частини та головою комітету для поліпшення виховної частини в кадетських корпусах; завідував також морським будівельним департаментом і артилерійським училищем. 12 грудня 1823 проведений в інженер-генерали. У 1826 році була створена комісія, головою якої був генерал-інженер Карл Опперман, яка розробляла статути навчальних закладів і займалась відкриттям військових корпусів в десяти містах. У цей список увійшла і Полтава за клопотанням тодішнього малоросійського генерал-губернатора Миколи Григоровича Рєпніна. 20 грудня 1826 став почесним членом Російської Академії наук, був почесним членом Російського Мінералогічного суспільства. З 1827 член Державної ради. 1 липня 1829 отримав графський титул. У тому ж році розробив проєкт перебудови Берестейської фортеці, будівництво якої закінчилося в 1842 році. Оборона цієї фортеці в червні-липні 1941 року стала прикладом хоробрості в історії воєн людства. Для руйнування фортеці німецьким військам довелося застосовувати 1800-кг бомби. 24 серпня 1941 фортецю відвідали Гітлер і Муссоліні. Бувши наставником цесаревича Миколи Павловича в інженерній і військовій науках, зберіг з Миколою I прекрасні відносини, що, однак, не завадило імператору стягнути штраф з К. І. Оппермана за поданий на затвердження проєкт казарми в Бобруйській фортеці, що обрушилася незабаром після будівлі. Сам імператор, як керівник проєкту, також оштрафував себе на 580 рублів 60 копійок. У 1850 році імператор присвоїв ім'я Оппермана новій оборонній вежі на річці Бобруйці.
У 1830 р. йому було доручено скласти проєкт реконструкції Свеаборгської фортеці, та він захворів по дорозі на холеру і помер. Похований у Петербурзі на Виборзькому холерному кладовищі, розташованому на Куликовому полі.
6 червня 1833 р. за планами Карла Івановича Оппермана було розпочато будівництво Берестейської фортеці.
Був одружений з Кароліною фон Кельхен († травень 1841 р.), дочкою хірурга Івана Захаровича фон Кельхена (1723—1810). Його старший син, Олександр Карлович Опперман, також був генералом російської армії та з відзнакою воював на Кавказі; молодший син, Леонтій Карлович Опперман, з відзнакою брав участь у Кримській війні. Іустин Карлович Опперман був професором Геттінгенського університету.